# Anomala semenovi
Anomala semenovi är en skalbaggsart som beskrevs av Medvedev 1949. Anomala semenovi ingår i släktet Anomala och familjen Rutelidae. Inga underarter finns listade i Catalogue of Life.